# Christof E. Ehrhart

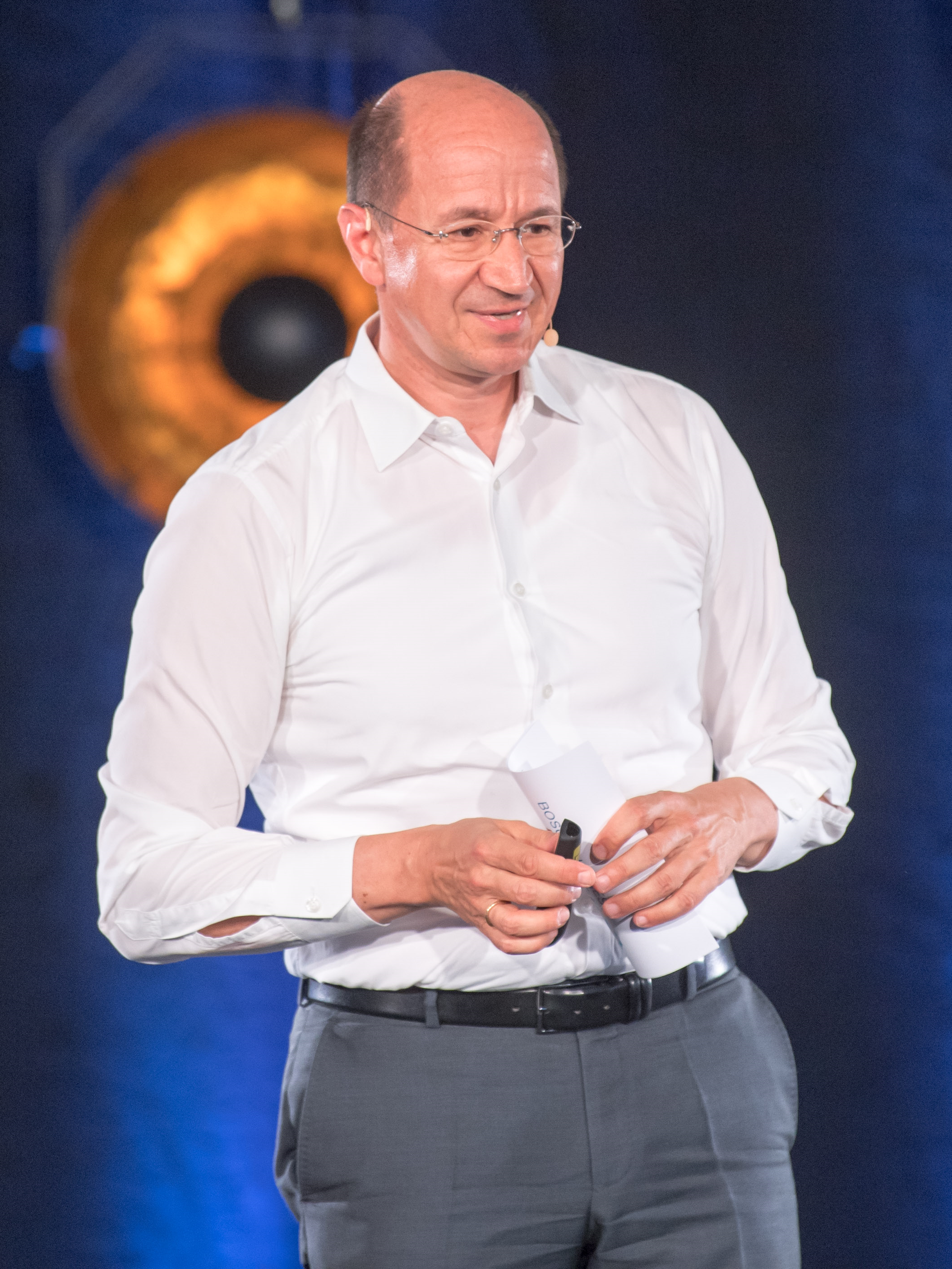
Christof E. Ehrhart beim Bosch Business Dialog 2020

Christof E. Ehrhart (* 1966 in Saarbrücken) ist ein deutscher Manager und Honorarprofessor für Internationale Unternehmenskommunikation an der Universität Leipzig. Seit 2019 ist er Executive Vice President Communications & Governmental Affairs bei der Robert Bosch GmbH. 2024 wurde er zum Vorsitzenden des Vorstands der Günter Thiele Stiftung gewählt, dem er seit 2019 angehört.

## Leben
Christof E. Ehrhart wuchs in Saarbrücken auf. Er studierte Politikwissenschaft, Wirtschafts- und Sozialgeschichte und Neuere Deutsche Literaturwissenschaft an der Universität des Saarlandes in Saarbrücken und an der University of Wales, College of Cardiff, und arbeitete danach als wissenschaftlicher Mitarbeiter am Institut für Politikwissenschaft der Universität des Saarlandes sowie als freier Fernsehjournalist. 1995 begann Ehrhart seine Tätigkeit im Kommunikationsmanagement bei Bertelsmann, wo er unter anderem als Vice President Public Relations bei AOL Bertelsmann Europa, einem pan-europäischen Internet-Online-Service, und als Vice President Corporate Communications, Product Management und Event Marketing bei BOL, dem internationalen Electronic Commerce-Geschäft von Bertelsmann wirkte. 1997 promovierte er im Fach Politikwissenschaft an der Universität des Saarlandes zum Thema der Transformation politischer Systeme.
Von 2004 bis 2006 leitete er den Fachbereich Unternehmenskommunikation des Pharmakonzerns Schering AG, bevor er von 2007 bis 2008 als Corporate Vice President die weltweite Unternehmenskommunikation des börsennotierten Luft- und Raumfahrtkonzerns EADS (inzwischen Airbus Group) verantwortete. 2009 wechselte er zu Deutsche Post DHL Group. Dort war er bis 2018 weltweit für Kommunikation und Nachhaltigkeit des Logistik- und Briefdienstleisters zuständig. Von 2009 bis 2013 war Ehrhart Gründungsvorsitzender des Kuratoriums der Quadriga Hochschule Berlin. Seit 2019 ist Ehrhart Leiter der Unternehmenskommunikation, Außenbeziehungen und Markenmanagement des Technologie- und Dienstleistungsunternehmens Robert Bosch GmbH. Ehrhart ist in seiner Position für die weltweite interne und externe Kommunikation des Unternehmens, die Beziehungen zu Politik, Verbänden und Interessengruppen, das Stakeholder-Management und die Markenführung verantwortlich.
Zudem ist Ehrhart Lehrbeauftragter am Institut für Kommunikations- und Medienwissenschaft der Universität Leipzig, wo er im Januar 2013 zum Honorarprofessor für Internationale Unternehmenskommunikation ernannt wurde. Er hatte zuvor Lehraufträge für Internationale Unternehmenskommunikation bzw. Strategisches Kommunikationsmanagement an der Freien Universität Berlin sowie an der Universität Zürich wahrgenommen.
Ehrhart ist seit 2015 Kolumnist des Fachmagazins >kommunikationsmanager und schreibt zu Themen der Unternehmenskommunikation auf seinem eigenen Blog. Ehrhart ist Teilnehmer der Baden-Badener Unternehmer Gespräche, Mitglied im Deutschen Journalistenverband, der Deutschen Vereinigung für Politische Wissenschaft, Gründungsmitglied des Bundesverbands deutscher Pressesprecher, Mitglied der Arthur W. Page Society und Gründungsmitglied der Akademischen Gesellschaft für Unternehmensführung und Kommunikation.
Ehrhart ist verheiratet und hat zwei Kinder.

## Ehrungen und Auszeichnungen
- 2006 ernannte ihn die Saarländische Landesregierung zum Saarlandbotschafter.
- 2016 berief ihn das Weltwirtschaftsforum (WEF) zum Mitglied seines „Global Future Council on the Humanitarian System“.
- 2017 wurde der „Deutsche Image Award“ an den Vorstandsvorsitzenden der Deutschen Post AG, Frank Appel, und den Leiter der Unternehmenskommunikation Christof Ehrhart verliehen.
- 2018 erhält Christof E. Ehrhart die Auszeichnung „PR-Manager des Jahres 2017“ vom prmagazin für den kontinuierlichen Auf- und Ausbau des Unternehmensimages der Deutsche Post DHL Group.[6]
- 2024 wird der „Deutsche Image Award“ zum zweiten Mal an Christof E. Ehrhart verliehen. Er erhält die Auszeichnung gemeinsam mit Stefan Hartung, dem Geschäftsführungsvorsitzenden der Robert Bosch GmbH.

## Publikationen (Auswahl)
- R. Cordes, U. Glowalla, C. Ehrhart: The Multimedia Weather Report Der Multimediamarkt zwischen Vision und Realität. In: Deutscher Multimedia Kongreß’96. Gabler Verlag, Wiesbaden 1996, S. 345–354.
- C. Ehrhart: Menschen machen Medien. Handlungskalküle und Rollenmodelle des medialen Menschen. In: M. Pirner, M. Rath (Hrsg.): Homo medialis. Perspektiven und Probleme einer Anthropologie der Medien. (= Schriftenreihe Medienpädagogik interdisziplinär). Kopaed, München 2003, S. 145–158.
- C. Ehrhart: Against Corporate Navel-Gazing. In: Communications Director. 04/2007.
- C. Ehrhart: Wandel und Veränderung begleiten – interne Kommunikation als Erfolgsfaktor in internationalen Unternehmen. In: L. Dörfel (Hrsg.): Interne Kommunikation. Die Kraft des Maschinenraums. SCM, Berlin 2007, S. 133.
- IPRA: The Kaleidoscope of Asia. [Online Essay]. 6. Juni 2009. (ipra.org)
- C. Ehrhart: Hypertransparenz als Herausforderung und Chance. In: Kommunikationsmanager. Band 4, 2011, S. 74–78.
- C. Ehrhart: Internationale Unternehmenskommunikation. In: A. Zerfaß, M. Piwinger (Hrsg.): Handbuch Unternehmenskommunikation. Springer Fachmedien, Wiesbaden 2014, S. 1333–1347.
- A. Zerfaß, C. Ehrhart, C. Lautenbach: Organisation der Kommunikationsfunktion: Strukturen, Prozesse und Leistungen für die Unternehmensführung. In: A. Zerfaß, M. Piwinger (Hrsg.): Handbuch Unternehmenskommunikation. Springer Fachmedien, Wiesbaden 2014, S. 987–1010.
- C. Ehrhart: Kommunikationssteuerung in Zeiten der Postmoderne. In: L. Rolke, J. Sass (Hrsg.): Kommunikationssteuerung. de Gruyter, Oldenbourg 2016, S. 81–92.
- C. Ehrhart: Unternehmenskommunikation in der (digitalen) Postmoderne: Alles auf neu? In: E. Deekeling, D. Barghop (Hrsg.): Kommunikation in der digitalen Transformation. Springer Gabler, Wiesbaden 2017, S. 34–45.
- C. Ehrhart: Erfolgsfaktor PR. Impulse für die Unternehmenskommunikation. Frankfurter Allgemeine Buch, Frankfurt am Main 2019.
- C. Ehrhart, A. Zerfaß: Strategien von Public Affairs in Unternehmen: Herausforderungen und Chancen in Zeiten des wirtschaftlichen und gesellschaftlichen Wandels In: U. Röttger (Hrsg.): Handbuch Public Affairs. Springer Fachmedien, Wiesbaden 2021, S. 333–346.
- C. Ehrhart: Internationale Unternehmenskommunikation: Herausforderungen und Strategien In: A. Zerfaß et al. (Hrsg.): Handbuch Unternehmenskommunikation. Springer Fachmedien, Wiesbaden 2022, S. 189–204.